# Kattevennen
Kattevennen is een natuur- en recreatiegebied dat zich bevindt ten oosten van Genk, tussen het stadscentrum, Zutendaal en Sledderlo. Er is een onthaalpoort met toeristische, sportieve en educatieve attracties.

## Gebied
De naam van het gebied, een verbastering van het Engelse cattle of vee, duidt op het ooit vochtige karakter. Oorzaak daarvan was de aanwezigheid van een voor water ondoordringbare laag van ijzerzandsteen in de bodem. Veel van de moerassen zijn verdwenen, mede door het doorbreken van de ijzerzandsteenlaag. Het gebied werd, samen met de aangrenzende Looienheide, met naaldhout beplant ten behoeve van de productie van mijnhout.
In het noordwesten van het gebied ligt een ecoduct. Oorspronkelijk liep hier de N730, de verbindingsweg tussen As en Wiemesmeer. Het asfalt werd verwijderd en heidegrond werd aangebracht zodat dieren nu de autosnelweg E314 kunnen oversteken.
Een in het gebied aanwezige holle weg kwam tot stand door afgraving van grind ten behoeve van de aanleg van de spoorlijn Genk-Maaseik.

## Recreatie
Kattevennen is een van de zes onthaalpoorten van het Nationaal Park Hoge Kempen, er is een bezoekerscentrum gevestigd. Kenobject is de 'macrokosmos'. Kattevennen is een van de Limburgse fietsinrijpunten, men kan er mountainbiken, paardrijden, skiën en minigolfen. Het is het vertrekpunt van de educatieve wandelingen Natuurpad, Planetenpad, een schaalmodel van het zonnestelsel en Stenenpad, dat aan de hand van een aantal stenen de geologische geschiedenis van ruim 500 miljoen jaar belicht.
In het bezoekerscentrum kan men informatie verkrijgen over activiteiten die plaatsvinden aan deze toegangspoort, de wandel- en fietsmogelijkheden, en tickets voor een voorstelling in de Cosmodrome kunnen hier gekocht worden. Bovendien is er een permanente interactieve tentoonstelling. Daarnaast is ook een shop ingericht met natuur- en ruimtegerelateerde producten. Voor kinderen is er een speeltuin, de Speelplaneet. Aan het bezoekerscentrum bevindt zich ook brasserie de Krater en het Bloso-sportcentrum met een modern sporthotel waar gezinnen met kinderen en groepen kunnen verblijven. Op het domein organiseert Ruiterclub Genk begeleide bosritten voor groepen.
Nabij het bezoekerscentrum bevindt zich het Europlanetarium Genk, een der zes volkssterrenwachten in Vlaanderen.